# کورتیس ایکس‌بی‌تی۲سی-۱
کورتیس ایکس‌بی‌تی۲سی-۱ (به انگلیسی: Curtiss_XBT2C) یک هواگرد ملخ‌پیشین تک‌موتوره از نوع تهاجمی ساخت شرکت Curtiss Aeroplane and Motor Company است. هواگرد کورتیس ایکس‌بی‌تی۲سی-۱ نخستین پروازش را در مارس ۱۹۴۵ میلادی انجام داد. در مجموع، تعداد ۹ فروند از این هواگرد ساخته شده‌است.